# 中央発條
中央発條株式会社（ちゅうおうはつじょう、英: Chuo Spring Co., Ltd.）は、愛知県名古屋市緑区に本社を置く自動車ばねの大手メーカー。

## 概要
トヨタ自動車系列だが非自動車向けも開発強化している。三井住友アセットマネジメントが販売するトヨタグループ株式ファンドを構成する会社である。
自社ブランドとして、ローダウンスプリングや、車高アップスプリングが特徴的なマルチロードシリーズなどをリリースしている『CHUHATSU　PLUS』 がある。製造元：中央発條株式会社／発売元：SPK株式会社。

## 施設

### 国内
- 本社工場 - 愛知県名古屋市緑区
- 碧南工場 - 愛知県碧南市
- 三好工場 - 愛知県みよし市
- 藤岡工場 - 愛知県豊田市
- 技術センター - 愛知県みよし市

### 海外
- P.T.チュウハツ・インドネシア - インドネシア

## 沿革
- 1925年（大正14年）3月 - 愛知県名古屋市中区月見町に中央スプリング製作所を創設。
- 1930年（昭和5年）11月 - 航空機用ばねの製造開始。
- 1931年（昭和6年）
  - 1月 - 株式会社中央スプリング製作所設立。
  - 10月 - 航空機用弁ばね、機関銃用ばね、自動車用大型ばねの製造開始。
- 1936年（昭和11年）4月 - 中央発條株式会社に商号変更。
- 1941年（昭和21年）4月 - 愛知県愛知郡鳴海町（現在地）に鳴海工場完成。
- 1948年（昭和23年）12月 - 企業再建整備法に基づく再建計画により新中央発條株式会社設立。（旧）中央発條株式会社は解散。
- 1952年（昭和27年）11月 - ばね座金、JIS表示品目として指定される（表示許可番号第1990号）。
- 1954年（昭和29年）3月 - 現商号に変更。
- 1961年（昭和36年）10月 - 名古屋証券取引所第2部に上場。
- 1966年（昭和41年）10月 - 中発販売株式会社設立。
- 1970年（昭和45年）10月 - 中発運輸株式会社設立。
- 1977年（昭和52年）
  - 2月 - 本社工場、熱管理優良工場として通産大臣賞受賞。
  - 6月 - 株式会社東郷ケーブルに資本参加。
- 1978年（昭和53年）9月 -  PM優秀事業場賞受賞（碧南工場）。
- 1985年（昭和60年）
  - 1月 - 東京証券取引所第2部に上場。
  - 2月 - 株式会社セプラスに資本参加。
- 1986年（昭和61年）
  - 3月 - 中発精工株式会社に資本参加。
  - 9月 - 東証・名証各1部に上場。
- 1996年（平成8年）6月 - 株式会社岐阜中発を設立。
- 1997年（平成9年）6月 - 「車輌用エンジンバルブスプリング及びニットメッシュ製品の設計・開発及び製造」において ISO9001の認定取得。
- 1998年（平成10年）
  - 1月 - 「窓開閉装置の設計・開発及び製造」においてISO9001の認定取得。
  - 7月 - 「指紋照合装置及び電子楽器用磁気変位センサ－の設計・開発及び製造」においてISO9001の認定取得。
  - 9月 - 「トランスミッションコントロ－ルケ－ブルの設計・開発及び製造」においてISO9001の認定取得。
  - 12月 - 設立50周年記念式典挙行。
- 1999年（平成11年）3月 - 「懸架コイルスプリングの設計・開発及び製造」においてISO9001の認定取得。藤岡工場（自動車懸架ばね及びコントロールケーブルを製造）において ISO14001の認定取得（2001年4月全工場で認定取得完了）。
- 2000年（平成12年）3月 - QS9000の認定取得。
- 2012年（平成24年）4月 - カスタマイズ市場へオリジナルブランド CHUHATSU PLUS を投入。
- 2023年(令和5年)10月20日 - 東京証券取引所における市場区分をスタンダード市場へ変更。

## スポーツ活動
スポーツを通じた社会活動として、陸上競技部、野球部が活動している。
陸上競技部は1953年（昭和28年）4月に創部。1957年（昭和32年）の第1回全日本実業団対抗駅伝競走大会（現在のニューイヤー駅伝）に出場、2020年（令和2年）の第64回大会において通算37回目の出場を果たす名門チームである。